# Duleep Trophy 2014/15
Die Duleep Trophy 2014/15 war die 54. Ausgabe des indischen First-Class-Cricket-Wettbewerbes und wurde vom 15. Oktober bis zum 2. November 2014 ausgetragen. Im Finale konnte sich Central Zone gegen South Zone mit 9 Runs durchsetzen.

## Format
Das Turnier wurde im Play-off-Modus ausgetragen. Die beiden Mannschaften die in der Vorsaison am schlechtesten Abschnitten traten im Viertelfinale gegeneinander an. In Halbfinale und Finale wurde dann der Sieger des Wettbewerbes ermittelt.

## Resultate

### Viertelfinale
| 15. – 18. Oktober Scorecard | Rohtak | East Zone 278 (75) & 281-7d (76) | – | West Zone 322 (90.4) & 135 (44) |
|                             |        | East Zone gewinnt mit 102 Runs   |   |                                 |

### Halbfinale
| 22. – 25. Oktober Scorecard | Mohali | Central Zone 538 (145.4) & 312 (74.4) | – | North Zone 457 (118.1) & 24-1 (5) |
|                             |        | Remis                                 |   |                                   |

Auf Grund der Führung im ersten Innings qualifizierte sich Central Zone für das Finale.
| 22. – 25. Oktober Scorecard | Rohtak | South Zone 264 (101.1)                            | – | East Zone 84 (47.4) & 62 (23.4) (f/o) |
|                             |        | South Zone gewinnt mit einem Innings und 118 Runs |   |                                       |

### Finale
| 29. Oktober – 2. November Scorecard | Delhi | Central Zone 276 (100) & 403 (105.5) | – | South Zone 379 (90.3) & 291 (88.4) |
|                                     |       | Central Zone gewinnt mit 9 Runs      |   |                                    |